# Virginie Machado
Virginie Machado, née le 1er juin 1976 à Hénin-Beaumont, est une gymnaste artistique française.
Elle est sacrée championne de France de gymnastique artistique à la poutre en 1990 ; elle est aussi médaillée d'argent aux barres asymétriques et 4e du concours général.
Elle dispute les épreuves de gymnastique aux Jeux olympiques d'été de 1992, terminant à la huitième place par équipe et à la 26e place au concours général.